# Hispano-Suiza Tipo 49

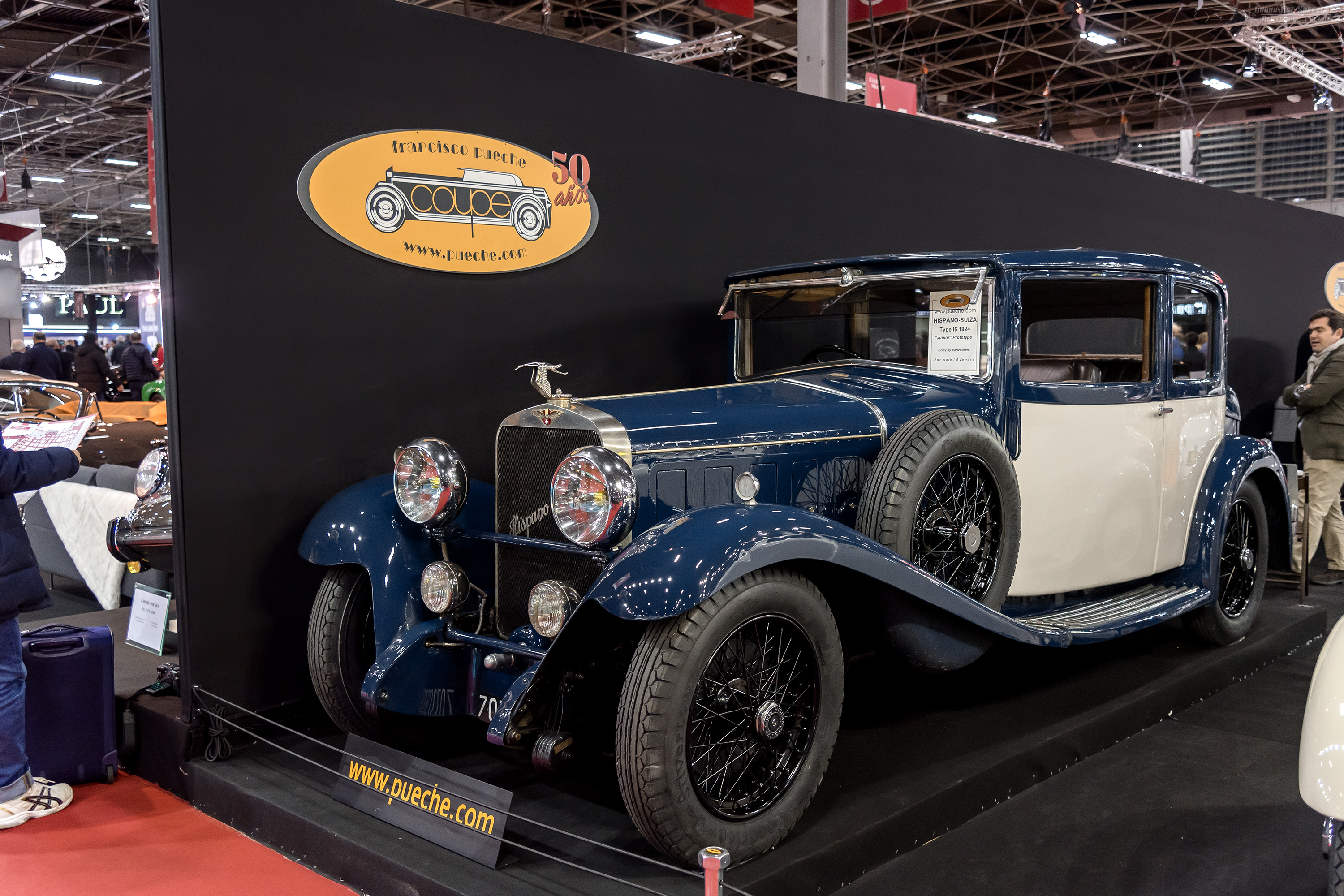
Hispano-Suiza I 6 aus französischer Produktion

Der Hispano-Suiza Tipo 49 ist ein Pkw-Modell. La Hispano-Suiza stellte die Fahrzeuge im spanischen Barcelona her. Der Hispano-Suiza I 6 von der Société Française Hispano-Suiza aus dem französischen Bois-Colombes war baugleich.

## Beschreibung
Der Hersteller bot das Fahrzeug von 1924 bis 1930 an. Vorgänger war der Hispano-Suiza 30 HP. Nachfolger wurde 1932 der Hispano-Suiza Tipo 60 mit einem etwas kleineren Motor.
Das Modell hatte einen Sechszylinder-Reihenmotor. Die Zylinderabmessungen von 85 mm Bohrung und 110 mm Hub entsprachen dem zeitgleich angebotenem kleineren Vierzylindermodell Hispano-Suiza Tipo 48. Das ergab 3745 cm³ Hubraum. Der Motor leistete 85 PS. Das Getriebe hatte drei Gänge.
Das Fahrgestell wog 1100 kg. Drei verschiedene Radstände von 300 cm, 337 cm und 357 cm standen zur Wahl. Bekannt sind Aufbauten als Limousine, Cabriolet, Cabriolimousine, Roadster und Tourenwagen. Die Höchstgeschwindigkeit lag je nach Karosserieform bei 120 km/h bis 135 km/h und der Brennstoffverbrauch bei 13 Litern auf 100 km, was als sparsam galt.

## Hispano-Suiza I 6
Das Fahrzeug wurde kurze Zeit auch in Frankreich produziert. Es wurde 1924 auf dem Pariser Autosalon präsentiert. Das Publikum zeigte wenig Interesse. Die interne Konkurrenz durch den stärker motorisierten Hispano-Suiza H 6 war zu groß. Eine viertürige Limousine von der Carrosserie Vanvooren und ein Fahrgestell sind erhalten geblieben.